# موریانتسی
موریانتسی (به بلغاری: Moryantsi) یک منطقهٔ مسکونی در بلغارستان است که در شهرستان کروموفگراد واقع شده‌است.